# نيد كروتي
نيد كروتي (بالإنجليزية: Ned Crotty)‏ هو لاعب اللاكروس أمريكي، ولد في 26 سبتمبر 1986 في نيوفيرنون ‏ في الولايات المتحدة.